# Antonio Ortiz Mayans
Silverio Antonio Ortiz Mayans (Asunción, 20 de junio de 1908 - Buenos Aires, 7 de mayo de 1995) fue un poeta y compositor paraguayo.

## Biografía
Ortiz Mayans nació en Asunción, capital de la República del Paraguay, el 20 de junio de 1908 y según sus palabras, la primera obra literaria que produjo fue el poema, “Los Amigos”, editado por la revista del centro de estudiantes del Colegio Nacional de la Capital, ente donde cursaba sus estudios y que tenía una editorial llamada “Minerva”, símbolo de la cultura Griega.
Autor y compositor, compatriota que  tuvo una preparación académica  excelente, ya que curso estudios universitarios en la Facultad de Derecho y accedió además al título de Periodista, lo cual le valió haber sido por más de 18 años corrector de pruebas del diario la Razón y 7 en la Nación de Buenos Aires, a la par que distinguida como uno de los creadores de la música folclórica paraguaya, a la cual enriqueció con canciones como Barrerita, Pasionaria y muchas otras.
A los 20 años publicó su primer libro de poemas, “Cuantos Nuevos”, que lo introdujo al campo de la literatura, al cual dedicó todos los años de su vida produciendo muchas obras que fueron bien acogidas por los lectores, como “Zorazábal su vida y su Obra” o el primer “Gran diccionario Castellano – Guaraní”, de gran utilidad didáctica, el cual ha  sobrepasado la décima edición.
Su afinidad a la escritura no  la abandonó nunca más, hizo de ella una profesión y una vez instalado en la capital porteña, donde vivió la mayor parte consiguió empleos que demostraron cuan preparado estaba en el campo de las letras, ya que ser el corrector de los dos medios de prensa escrita más importantes de Argentina, como los diarios La  Nación y La Razón.
Antonio Ortiz Mayans falleció en Buenos Aires, el 7 de mayo de 1995 y por su obra poética ha merecido distinciones de varios países como: Uruguay, Estados Unidos, Bolivia y Argentina, como justo premio y merecimiento para quien mucho hizo por la cultura paraguaya.

## Nueva vida
Por diversos motivos, su éxodo a la capital del Plata conoció su auge en la década del 30; hombres de diversas  culturas emigraban a Buenos Aires.
En búsqueda de mejores perspectivas  laborales, para tentar un futuro mejor. Las colonias de intelectuales y artistas eran las más numerosas; entre  otros estaban Hérib Campos Cervera, Eladio Martínez, Félix Pérez Cardozo, Agustín Barboza, Mauricio Cardozo Ocampo.
Este último gran protagonista en la capital porteña de actividades relacionadas con el arte, fue uno de los fundadores  de la Sociedades Argentina de autores y Compositores (SADAIC).
Antonio Ortiz Mayans no fue la excepción y fueron los acontecimientos previos que rodearon a la inminente confrontación boliviano-paraguaya, como la manifestación realizada por los estudiantes frente a la casa de gobierno, el 23 de octubre de 1931,  reprimida en forma cruenta por la guardia  presidencial, uno de los principales motivos  de su alejamiento, casi para siempre, de su patria, el Paraguay.
Luego de los sucesos del 23 de octubre de 1931, protagonizados por los estudiantes del Colegio Nacional de la Capital frente al palacio  de gobierno, quienes exigían al  presidente de la República, José Patricio Guggiari acciones  concretas en pos de la defensa del territorio chaqueño, codiciado por los bolivianos, hecho que derivó en la masacre  de varios jóvenes que fueron ametrallados frente a la casa gubernamental, Antonio Ortiz Mayans  tuvo que exiliare en la Argentina, donde vivió el resto de su vida, desarrollando en el vecino país una intensa actividad literaria, didáctica y periodista.
Jamás se olvidó de sus raíces paraguayas, siendo su vida, siendo su nación y sus costumbres las que inspiraron sus más importantes obras, ya sean del género poético, teatrales o de prosa que enriquecieron nuestro patrimonio cultural.
Exiliado en Buenos Aires, prosiguió su carrera literaria escribiendo sus mejores obras y sus composiciones eran musicalizadas por los más importantes exponentes de la música paraguaya.
Alcanzó también empleos en dos de los más prestigiosos medios periodísticos de la capital del Plata, ya que por 18 años fue corrector de pruebas del diario “La Razón” y por 7 años del diario “La Nación”.
Ortiz Mayans mantenía que su afecto a las letras no  le hacía un lector aplicado, ya que leía y escribía poco, pero sin embargo, a pesar de estas afirmaciones del poeta, sus obras reflejan una gran calidez y calidad literaria, tanto en sus trabajos de escritor de libros, obras teatrales o de investigación, como en las letras que fueron convertidas en canciones, con una resonancia que caló hondo en el alma de todos sus compatriotas, trascendiendo incluso a otras latitudes.
Volvió en pocas ocasiones al Paraguay, su país, al cual recordaba con añoranza, pero que por razones políticas tuvo que abandonar. Retornó como un visitante en 1982, cuando fue figura central en el homenaje que le rindieron los organizadores del festival del Lago Ypacarai, evento que ese año llevó su nombre.

## Sus obras
Ha incursionado en varios géneros literarios, siendo su trabajo más importante el primer “Gran Diccionario Castellano – Guaraní”, llegando al público la primera edición en 1933, sin muchas ambiciones, ya que apenas contenía 66 páginas y 5.000 palabras, pero con un sostenido crecimiento en las ediciones sucesivas.
Se reeditó en 1935, 1937, 1941, 1945, en 1954, con un compendio gramatical, en 1959, 1961, 1962 y la décima edición en 1973, “obteniendo su mayor esplendor, ya que la misma contiene 12.240 voces guaraníes, 32.920 voces españolas y palabras mejores sobreañadidas”, según un comentario de Roque Vallejos.
Fue autor de varias obras teatrales como: “Nuestra Vieja Casa”, en tres actos y “Amaos los Unos a los Otros” y muchos más. Otras de sus obras editadas son: “Cantos Nuevos”, con prólogo del Dr. Rafael Oddone, editado en 1930, “Zorazábal, su Vida, sus Obras”, la versión española de la obra de Julio Correa “Ñanemba`era`y”, “Tataindy nde pyharépe”, “Evocaciones de Asunción” y en 1977, “Voces Añoradas”.

## Versos hecho música
“No Despunta aun el alba cuando inicias tú la marcha y al mercado te diriges a llevar mba`erepy, no haces caso de la lluvia ni te importa si la escarcha, solo pueden depararte el dolor de un mba`asy”, dicen los primeros versos de “Burrerita”, una de las obras más difundidas de Ortiz Mayans y cuya música la compuso el gran Félix Pérez Cardozo, Demetrio Ortiz, Luis Alberto del Paraná, Emigdio Ayala Báez, Remberto Giménez, Herminio Giménez y Florentín Giménez, entre otros, figuran “Pasionaria”, “Barrerita”, “Bajo el Cielo del Paraguay”, “Asuncena”, “Quyquyhó”, con música de Francisco Alvarenga, entre otros.